# Berlats
Berlats är en kommun i departementet Tarn i regionen Occitanien i södra Frankrike. Kommunen ligger i kantonen Lacaune som tillhör arrondissementet Castres. År 2022 hade Berlats 113 invånare.

## Befolkningsutveckling
Antalet invånare i kommunen Berlats
| Referens: INSEE |